# Founders Brewing Company
Canal Street Brewing Co., L. L. C., cuyo nombre comercial es Founders Brewing Company, es una fábrica de cerveza en Grand Rapids, Míchigan, Estados Unidos. En diciembre de 2014 el grupo Mahou-San Miguel compró el 30% de Founders por un precio no desvelado. Así Founders logrará expandirse internacionalmente y a su vez Mahou-San Miguel se adentra en el negocio de la cerveza artesana.

## Historia
Canal Street Brewing Company se originó en 1996 con el nombre de John Pannell Brewing Company fundada por Mike Stevens and Dave Egbers, inició así sus operaciones y en 1997 cambió su nombre a Canal Street Brewing Co. Stevens y Engbers eran amantes del homebrew recién graduados de la universidad. La fábrica de cerveza recibe este nombre en honor a Canal Street (hoy Monroe Avenue), una zona de Grand Rapids en la que, en el siglo XIX, se ubicaban varias fábricas de cerveza. La etiqueta original de la botella incluía una fotografía en blanco y negro de las cervecerías de Canal Street con la palabra «Founders» encima. Debido a esto la empresa empezó a ser más conocida como Founders Brewing Company.
Desde mediados de la década de 2000, Founders se ha convertido en una de las fábricas de cerveza más importantes de Michigan. Sus productos se pueden encontrar en 37 estados y su capacidad de producción es de 340 000 barriles al año. En 2012 Founders era el 30.º mayor fabricante de cerveza artesanal de Estados Unidos por ventas y el 41.º mayor fabricante de cerveza de Estados Unidos por ventas. En 2014, Founders había alcanzado las posiciones 17.º y 23.º respectivamente. En 2014, Founders anunció otra expansión de 35 millones de dólares para duplicar su capacidad de producción en sus instalaciones de Grand Rapids. Una vez finalizada le permitirá alcanzar una producción de 900 000 barriles al año.
A fecha de 2013, dos de sus cervezas, llamadas Kentucky Breakfast Stout (KBS) y Canadian Breakfast Stout (CBS), se situaban entre las diez mejores cervezas del sitio web BeerAdvocate según votaciones de los usuarios. En una encuesta de 2013, Ratebeer.com calificó Founders como la tercera mejor cervecera del mundo. En 2011 y 2012 ostentó el segundo lugar. En abril de 2010, Founders obtuvo cuatro medallas en la World Beer Cup de Chicago, y dos medallas más en la Denver's Great American Beer Festival en septiembre de ese mismo año. También ganó un premio en el 2012 World Beer Cup de San Diego, California
En diciembre de 2014, Founders volvió a fabricar Blushing Monk, una cerveza de estilo belga experimental con frambuesas, la cual no fabricaba desde 2011. Ese mismo mes, Founders hizo público que el grupo español Mahou-San Miguel había comprado una participación del 30%. Técnicamente esto supone que Founders ya no es una empresa de cerveza artesanal, ya que la Brewers Association requiere que estas no estén participadas en más de un 25% por una cervecera macro.

## Cervezas
Founders produce ocho cervezas disponibles todo el año y varias cervezas de temporada así como ediciones limitadas. A lo largo del año, Founders produce varias cervezas que sólo pueden encontrarse en el taproom de su fábrica así como en ferias de cerveza.
| Nombre                         | Estilo                  | Vol. % | IBU | Disponibilidad        |
| ------------------------------ | ----------------------- | ------ | --- | --------------------- |
| All Day IPA                    | India Pale Ale          | 4.7    | 42  | Todo el año           |
| Dirty Bastard                  | Scotch Ale              | 8.5    | 50  | Todo el año           |
| Centennial IPA                 | India Pale Ale          | 7.2    | 65  | Todo el año           |
| Pale Ale                       | American Pale Ale       | 5.4    | 35  | Todo el año           |
| Rubaeus                        | Fruit beer              | 5.7    | 15  | Todo el año           |
| Porter                         | American Porter         | 6.5    | 45  | Todo el año           |
| Red's Rye IPA                  | Centeno                 | 6.6    | 70  | Todo el año de barril |
| Nitro Oatmeal Stout            | Oatmeal Stout           | 4.5    | 38  | Todo el año de barril |
| Nitro Pale Ale                 | American Pale Ale       | 5.4    | 35  | Todo el año de barril |
| Black Rye                      | Centeno                 | 7.5    | 78  | De temporada          |
| Breakfast Stout                | American Imperial Stout | 8.3    | 60  | De temporada          |
| Dark Penance                   | American Black Ale      | 8.9    | 100 | Edición limitada      |
| Imperial Stout                 | Russian Imperial Stout  | 10.5   | 75  | Edición limitada      |
| Curmudgeon Old Ale             | Old ale                 | 9.8    | 50  | Edición limitada      |
| Double Trouble                 | American Imperial IPA   | 9.4    | 86  | Edición limitada      |
| Kentucky Breakfast Stout (KBS) | American Imperial Stout | 11.2   | 70  | Edición limitada      |
| Devil Dancer                   | American Imperial IPA   | 12.0   | 112 | Edición limitada      |
| Harvest Ale                    | American IPA            | 7.6    | 70  | Edición limitada      |
| Backwoods Bastard              | Scotch Ale              | 11.6   | 50  | Edición limitada      |

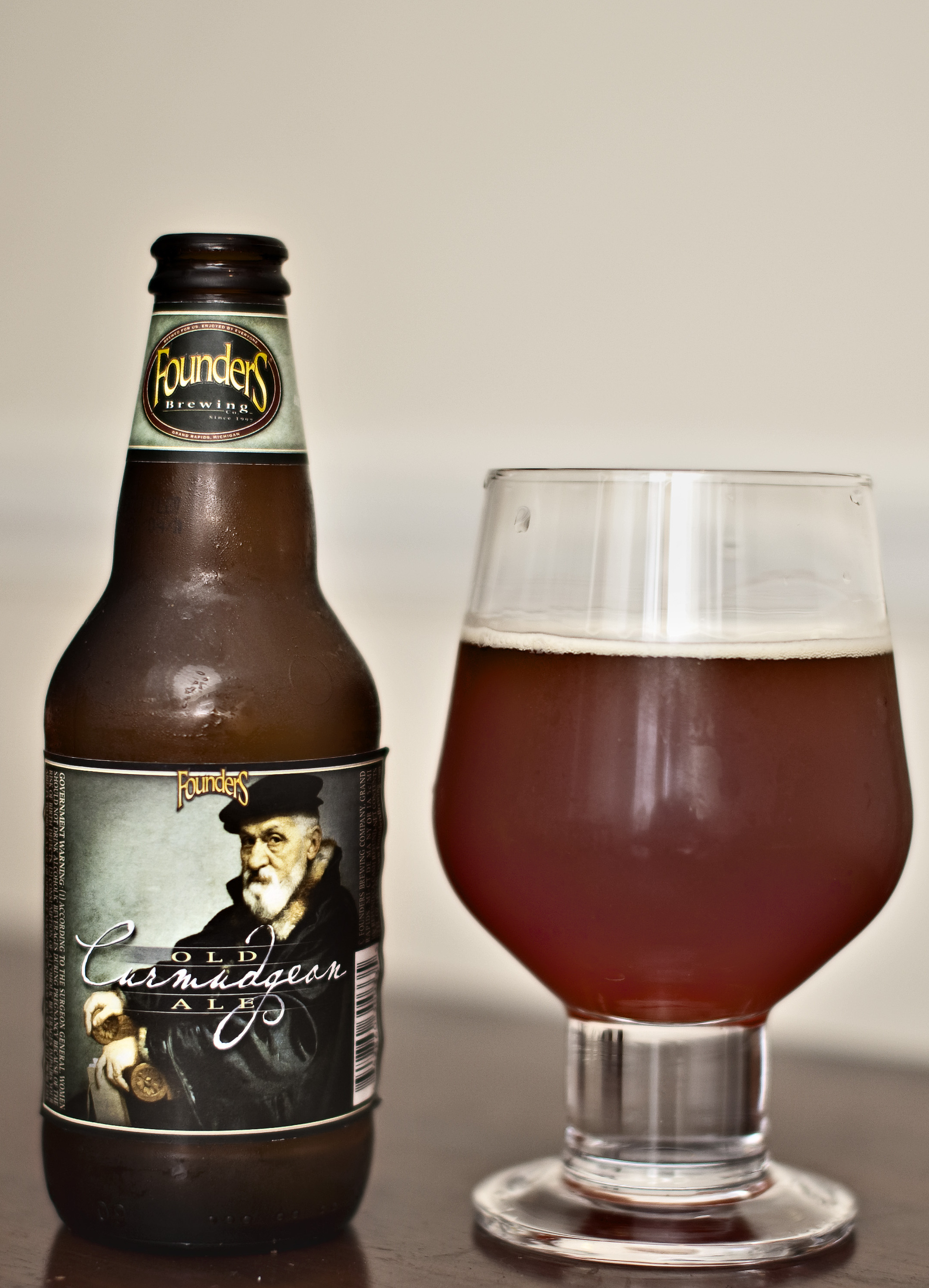
Curmudgeon Old Ale, de 9.8% y 50 IBUs.

La Kentucky Breakfast Stout (KBS) es la cerveza más demandada de Founders. KBS es una cerveza de estilo American Imperial Stout con una alta graduación alcohólica (11.2%). La cerveza, elaborada con café y chocolate, se deja añejar en barricas de bourbon situadas a 30 metros de profundidad en antiguas galerías de una mina de yeso. Cada año Founders celebra su lanzamiento en lo que ya se conoce como la Semana KBS. La Breakfast Stout «normal»,una cerveza de estilo American Imperial Stout, es más fácil de encontrar.

## Bar
El bar o sala de degustación de Founders, desde la cual se puede observar todo el proceso de fabricación, permite disfrutar de cervezas que solo se sirven allí. La oferta de cervezas y la música en vivo cuatro veces por semana han convertido la sala de degustación en un punto que atrae a la comunidad local así como a numerosos turistas.

## Founders Fest
Cada junio, la empresa organiza un festival conocido como Founders Fest. La calle de la fábrica se corta al tráfico para el evento. Más de 5000 personas acuden al festival cada año, que cuenta con actuaciones y puestos de comida. Han tocado bandas como Nahko and Medicine for the People, Soulive, Toubab Krewe, That 1 Guy, Galactic, Chicago Afrobeat Project, y The Crane Wives